# Königlich Sächsische Staatseisenbahnen
Als Königlich Sächsische Staatseisenbahnen, kurz: K.Sächs.Sts.E.B. wurden von 1869 bis 1918 die staatseigenen Eisenbahnen im Königreich Sachsen bezeichnet. Von November 1918 bis zur Eingliederung in die 1920 begründete Deutsche Reichsbahn führten sie die Bezeichnung Sächsische Staatseisenbahnen.

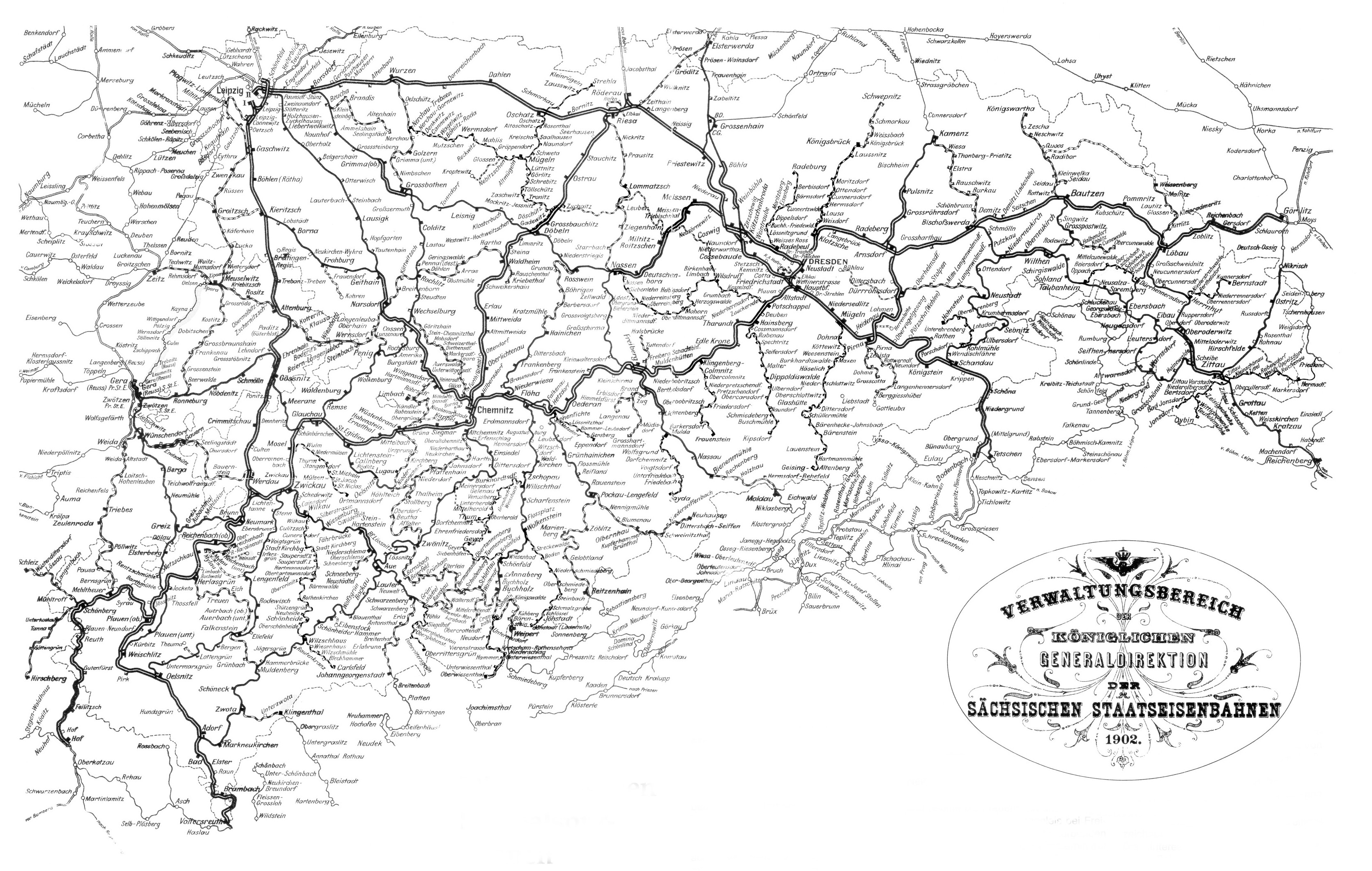
Streckennetz der Königlich Sächsischen Staatseisenbahnen (1902)

## Geschichte

### Weg zur Staatsbahn

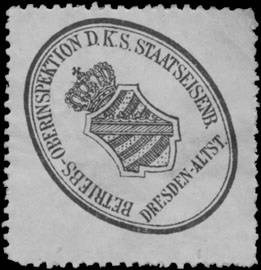
Siegelmarke Betriebs-Oberinspektion der K.S. Staatseisenbahn Dresden-Altstadt

Nach dem Bau der privat finanzierten Leipzig-Dresdner Eisenbahn 1839 begann sich auch der sächsische Landtag mit dem Eisenbahnbau zu beschäftigen. Schon früh erkannte man, dass Bahnlinien nach Bayern, Böhmen und Schlesien nötig waren und eine Nord-Süd-Strecke durch das Königreich verlaufen sollte. Die Finanzierung der Vorhaben lag in den Händen privat finanzierter Eisenbahnkomitees. Der Staat sah sich jedoch veranlasst, die entsprechenden politischen und rechtlichen Weichenstellungen zu schaffen. Am 14. Januar 1841 wurde ein Vertrag mit dem Königreich Bayern und dem Herzogtum Sachsen-Altenburg zum Bau einer Eisenbahnstrecke von Leipzig nach Hof geschlossen. Am 22. Juni 1841 gründete sich die Sächsisch-Bayerische Eisenbahn-Compagnie, und am 19. September 1842 wurde der Eisenbahnbetrieb zwischen Leipzig und Altenburg eröffnet. Da die Baukosten der Bahnstrecke Leipzig–Hof den geplanten Rahmen sprengten, musste der Staat einspringen, der die Sächsisch-Bayerische Eisenbahngesellschaft übernahm und damit seine vorab gegebene Zusage zur Fertigstellung des Baus einlöste. Am 1. April 1847 ging die Bahnstrecke, die bis Reichenbach im Vogtland fertiggestellt war, in Staatsbesitz über.
Die Verwaltung erfolgte durch die neue Königliche Direction der Sächsisch-Bayerischen Staatseisenbahn in Leipzig. Durch den Landtag wurden Regelungen festgeschrieben. So erhielt das Direktorium entsprechende Befugnisse und war unmittelbar einem Ministerium unterstellt. Die Gehaltsliste der Beamten war vom Landtag zu genehmigen, die Eisenbahn-Tarife genehmigten die Stände. Neben der Finanzierung des Bahnbaus, insbesondere der Göltzschtal- und der Elstertalbrücke, waren Vereinbarungen mit Sachsen-Altenburg und Bayern über die Eigentums- und die Betriebsverhältnisse abzuschließen. Am 15. Juli 1851 wurde die Strecke bis Hof (Saale) vollendet.
Da sich für den Bau der Sächsisch-Böhmischen Eisenbahn von Dresden nach Bodenbach keine akzeptable Privatgesellschaft gefunden hatte, übernahm der Staat selbst diese Aufgabe. Mit Eröffnung des Teilstückes Dresden–Pirna am 1. August 1848 hatte Sachsen seine zweite Staatsbahn, für die in Dresden die Königliche Direction für Bau und Betrieb der Sächsisch-Böhmischen Staatseisenbahn eingerichtet wurde.
Mit dem Königreich Preußen wurde am 24. Juli 1843 ein Vertrag zum Bau einer Bahnstrecke von Dresden über Bautzen nach den preußischen Städten Görlitz und Bunzlau abgeschlossen. Damit war es möglich, die wichtige Verbindung nach Breslau herzustellen.
Am 1. September 1847 eröffnete die mit staatlicher Unterstützung fertiggestellte private „Sächsisch-Schlesische Eisenbahn“ die 102 km lange Strecke Dresden–Görlitz. Am 31. Januar 1851 ging diese Gesellschaft in das Eigentum des Staates über. Zeitgleich wurde auch die Betriebsführung der privaten Löbau-Zittauer Eisenbahn-Gesellschaft übernommen. Durch das Zusammenführen der beiden von Dresden ausgehenden Strecken unter einer Leitung sollten Einsparungen erzielt werden. Es wurde die „Königliche Direction der Sächsisch-Böhmischen und Sächsisch-Schlesischen Staatseisenbahnen in Dresden“ gebildet, die ab 14. Dezember 1852 in „Königliche Staatseisenbahn-Direction zu Dresden“ umbenannt wurde.
Am 31. Dezember 1850 wurde die „Königliche Direktion der Chemnitzer-Riesaer Staatseisenbahn“ eingerichtet. Sie hatte die Aufgabe, den Bau der Bahnstrecke Riesa–Chemnitz zu vollenden und den Betrieb durchzuführen. Dies war notwendig geworden, nachdem die private, durch das Land geförderte Chemnitz-Riesaer Eisenbahn-Gesellschaft aufgrund kostspieliger Kunstbauten zwischen Waldheim und Döbeln bankrottgegangen war.
Im Gegensatz zu Preußen wurde in Sachsen nie ein Eisenbahngesetz verabschiedet. Dies bedeutete, dass jedes Eisenbahnvorhaben im Landtag beschlossen werden musste. Trotz der negativen Erfahrungen der Vergangenheit wurden bis 1860 verstärkt staatliche Eisenbahnen gebaut. Die Bauarbeiten waren durch die geografischen Schwierigkeiten zumeist problematisch. Insbesondere der Weiterbau der Strecke zwischen Chemnitz und Riesa sowie die Strecke von Freiberg nach Tharandt waren technisch anspruchsvoll und entsprechend teuer.
Am 15. November 1858 wurde die Strecke von Chemnitz nach Zwickau fertiggestellt. Damit bestand über die bereits 1845 hergestellte Verbindung von Zwickau eine Verbindung von Riesa zur Sächsisch-Bayerischen Eisenbahn. Aufgrund dessen wurde die Chemnitzer Direktion aufgelöst und die von ihr verwalteten Strecken der Leipziger Direktion übertragen. Diese erhielt die Bezeichnung „Königliche Direktion der westlichen Staatseisenbahn“. Gleichzeitig benannte sich die Dresdner Direktion in  „Königliche Direktion der östlichen Staatseisenbahnen“ um.
1862 besaßen die Staatseisenbahnen eine Streckenlänge von 525 km. Neben der Leipzig-Dresdner Eisenbahn, bestanden noch private Kohlebahnen in den sächsischen Steinkohlegebieten Zwickau und Döhlen sowie die Zittau-Reichenberger Eisenbahn. Letztere war jedoch auch zu 11/12 in Staatsbesitz.
Bis 1865 entstanden Verbindungen von Leipzig nach Corbetha und Bitterfeld und damit Anbindungen nach Magdeburg und Berlin sowie die Voigtländische Staatseisenbahn (Herlasgrün–Eger).

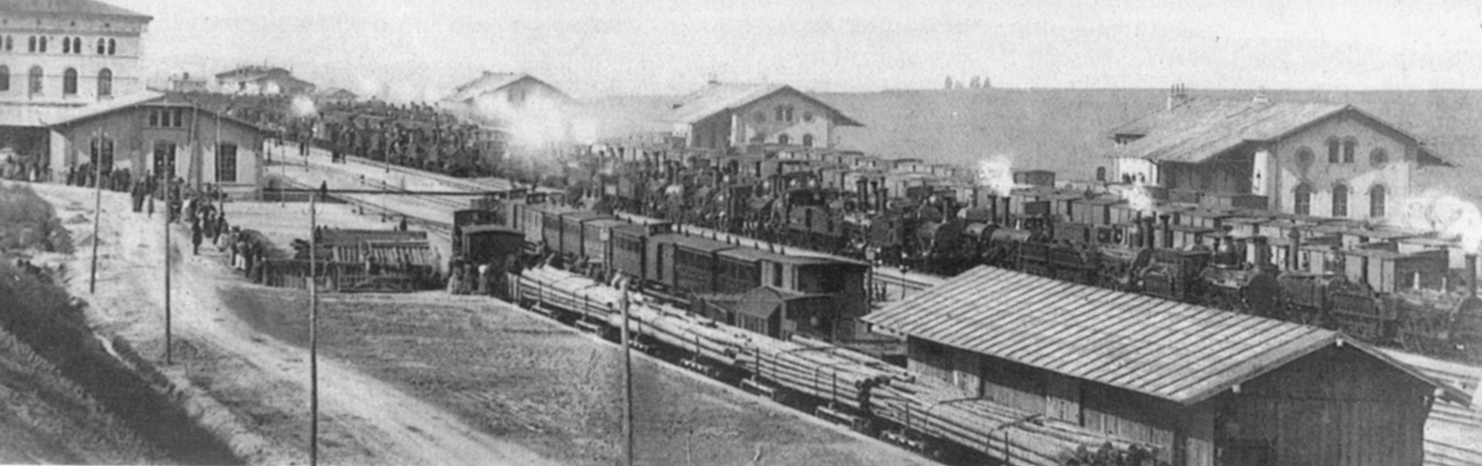
Lokomotiven während der Lokomotivflucht 1866 im Bahnhof Eger

Als ein Einschnitt im Eisenbahnbetrieb erwies sich der Deutsche Krieg von 1866 zwischen Preußen und Österreich. Da Sachsen auf der Seite der Österreicher stand, wurden beim Einmarsch der preußischen Truppen die Lokomotiven nach Hof, Eger und Budapest in Sicherheit gebracht. Im Rahmen der Kriegshandlungen wurden das Ostrauer Viadukt und die Riesaer Elbbrücke zerstört. Im darauffolgenden Friedensvertrag erhielt Preußen die auf seinem Staatsgebiet gelegenen Anlagen der Schlesischen Eisenbahn und den Görlitzer Bahnhof zugesprochen. Auch eine preußische Strecke von Leipzig nach Zeitz musste zugelassen werden.
In den folgenden Jahren wurde das Streckennetz weiter ausgebaut. Es entstanden nunmehr auch Linien ins obere Erzgebirge, nachdem 1858 Schwarzenberg/Erzgeb. Bahnanschluss erhielt, wurden 1866 Annaberg sowie 1872 Weipert angeschlossen. Wichtigster Grund war die Einfuhr von Braunkohle aus dem nordböhmischen Becken.
1869 wurde die Lücke zwischen Flöha und Freiberg geschlossen, womit die bis dahin zwei staatlichen Streckennetze zu einem einzigen verbunden waren; die Bahnstrecke Leipzig-Dresden gehörte damals ja noch einer Privatgesellschaft.
Zum 1. Juli 1869 wurden deshalb die Leipziger und Dresdner Direktionen aufgelöst und in der neuen „Generaldirection der Königlich Sächsischen Staatseisenbahnen“ in Dresden mit der Bekanntmachung vom 17. Juni 1869 zusammengefasst.
Generaldirektor der Sächsischen Staatseisenbahnen war u. a. der Wirkliche Geheimrat Otto von Tschirschky und Bögendorff, der Schwiegervater des späteren Generals Paul von der Planitz.

### Weitere Entwicklung

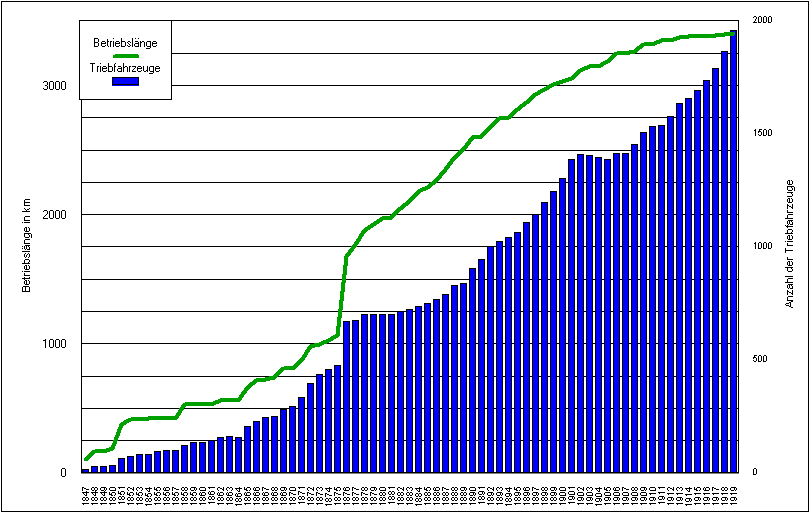
Entwicklung des Streckennetzes (grüne Linie) und des Lokparkes (blaue Balken)

Die Jahre nach der Reichsgründung von 1871 waren auch in Sachsen von einer großen Zahl privater Eisenbahnbauvorhaben gekennzeichnet. Doch in den meisten Fällen musste der Staat zu Hilfe kommen, um die geplanten Strecken zu vollenden und weiter zu betreiben. Hinzu kamen weitere eigene Baumaßnahmen, um das Streckennetz zu erweitern. Mit dem Eisenbahnbau war es möglich, die unterentwickelten Gebiete zu fördern und z. B. in den Dörfern des Erzgebirges und der Lausitz Industriebetriebe anzusiedeln. Zum 1. Juli 1876 übernahm der Staat die Leipzig-Dresdner Eisenbahn und vergrößerte damit das Streckennetz um 337,5 km. In der Folge wurden fast alle noch privaten Eisenbahngesellschaften in Sachsen übernommen, um gegenüber einem beabsichtigten Reichseisenbahnprojekt unter preußischer Führung gerüstet zu sein.
Da der Bau und Betrieb der Bahnen nicht immer durch die Erträge gedeckt wurde, begann man nach Vereinfachungen zu suchen. Bereits 1865 hatte die Techniker-Versammlung des Vereins Deutscher Eisenbahnverwaltungen Grundsätze für sekundäre Bahnen aufgestellt. Diese wurden 1878 mit der Bahnordnung für deutsche Eisenbahnen untergeordneter Bedeutung in rechtliche Grundsätze umgesetzt. Die mit diesen darin geregelten Erleichterungen geschaffenen Strecken wurden in Sachsen Sekundärbahnen genannt. 26 Strecken mit 453 km wurden ab sofort als Sekundärbahnen betrieben und 1879 ging mit der Leipziger Vorortstrecke Plagwitz-Lindenau–Gaschwitz die erste neugebaute Sekundärbahn in Betrieb.
Da auch die Sekundärbahnen nicht in jedem Falle die gewünschten Einsparungen erbrachten, begann man 1881 mit dem Bau der ersten Schmalspurbahnen. Am 17. Oktober 1881 wurde der Streckenabschnitt zwischen Wilkau und Kirchberg eröffnet. Bis 1920 erreichten die sächsischen Schmalspurbahnen eine Länge von 519,88 km.
Wichtigste Bahnhofsbauten waren 1891 bis 1901 der Bau des Dresdner Hauptbahnhofes und der 1915 fertiggestellte Leipziger Hauptbahnhof. Beide Baumaßnahmen waren mit weiträumigen Umbauten der Bahnanlagen in den Städten verbunden.
Mit der im November 1918 erfolgten Abdankung des Königs Friedrich August III. und der Umwandlung des Königreiches in einen Freistaat entfiel die Bezeichnung „Königlich“ und die Eisenbahnverwaltung in Sachsen nannte sich „Sächsische Staatseisenbahnen“, abgekürzt „Sächs. Sts. E.B.“. Die Sächsischen Staatseisenbahnen brachten 1920 3370 Kilometer Strecken in die Deutsche Reichsbahn ein. Administrativ gingen die Sächsischen Staatseisenbahnen in der Reichsbahndirektion Dresden auf, die noch bis zum Inkrafttreten der Bahnreform im Jahr 1994 fortbestand.

## Streckennetz
Das Streckennetz umfasste zum einen die Nord-Süd-Verbindungen von Leipzig über Plauen nach Hof, von Riesa nach Chemnitz und von Elsterwerda nach Dresden und Schöna sowie die Ost-West-Verbindungen von Plauen über Chemnitz nach Dresden, von Leipzig nach Dresden sowie von Dresden nach Görlitz. Insbesondere das industrialisierte Erzgebirge wurde von mehreren Stichstrecken entlang der Flussläufe erschlossen. Stellenweise überschritten diese Strecken den Erzgebirgskamm und stellten Verbindungen zum böhmischen Streckennetz her.
Eine Übersicht über die einzelnen Strecken ist in der Liste der Eisenbahnstrecken der Königlich Sächsischen Staatseisenbahnen zu finden.

In der Animation werden die Erweiterungen des Streckennetzes zwischen 1840 und 1920 in Abschnitten von jeweils 20 Jahren sichtbar

## Triebfahrzeuge

### Dampflokomotiven
Bei den ersten beschafften Lokomotiven handelte es sich um bereits ausgereifte Typen englischer Produktion, nämlich Maschinen mit zwei gekuppelten Achsen der Bauart B und später um Lokomotiven der Bauart 1B. Auch Lokomotiven der Bauart 1A1 wurden anfänglich beschafft.

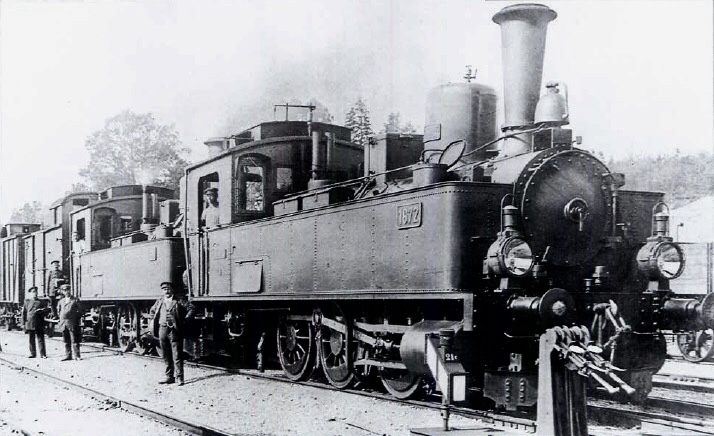
Sächsische V T

Lokomotiven der Achsfolge 1'B wurden (technisch weiterentwickelt) relativ lange gebaut und eingesetzt. Für den Güterzugdienst und für Einsätze im Gebirge gab es ab den 1850er Jahren C-Kuppler. Für den Schnellzugdienst entstanden ab Ende der 1860er Jahre Lokomotiven der Bauart 2'B (Gattungen VII und VIIIb1). Auf den Nebenstrecken und im Rangierdienst waren die B-Kuppler noch länger die bestimmende Bauart.
Ab den 1890er Jahren begann die Generaldirektion die neu beschafften Lokomotiven stärker an die verschiedenen Einsatzzwecke (Güter- und Personenzüge beziehungsweise Schnellzüge) anzupassen. Auch die unterschiedlichen Streckenprofile (flach im Norden und Nordosten, gebirgig im Süden und Südwesten) verlangten zunehmend unterschiedliche Konstruktionen. Ab der Jahrhundertwende wurden immer schneller neue Gattungen eingeführt. Auf die 2'C-Lokomotiven folgten Bauarten mit den Achsfolgen 2'C1' (XVIII H) und 1'D1' (XX HV) im Schnellzugdienst; 1'C1' (XIV HT) im Nahverkehr und 1'D ( H) und E (IX V und XI HT) im Güterzugdienst.
Die Entwicklung der Schmalspurlokomotiven verlief ähnlich etappenweise. Nach bzw. parallel zu den 44 C-Kupplern der späteren Gattung I K folgten zwei Konstruktionen, die nicht gänzlich überzeugten und deshalb in geringen Stückzahlen beschafft wurden (spätere Gattungen II K und III K). Mit der Entwicklung der B'B'-Lokomotive der Bauart Meyer entstand eine Konstruktion, die ab 1892 als spätere Gattung IV K über Jahrzehnte den Rückgrat des sächsischen Schmalspurlokparkes bildete. In einer geringen Stückzahl ergänzte ab 1901 die vierachsige Gattung V K den Bestand. Nach dem Ersten Weltkrieg nutzte die Generaldirektion die Gelegenheit, 15 von der Firma Henschel & Sohn in Kassel für den Heeresfeldbahndienst gebaute fünfachsige Schmalspurlokomotiven fabrikneu zu erwerben. Diese Lokomotiven reihten die Sächs.Sts.E.B. innerhalb der Gattung VI K in ihren Bestand ein.
Während die private Leipzig-Dresdner Eisenbahn ihre Lokomotiven von mehreren englischen und deutschen Lokomotivherstellern beschaffte, wurden die Lokomotiven der staatlichen Bahnen mehrheitlich von der in Chemnitz ansässigen Sächsischen Maschinenfabrik vormals Richard Hartmann AG entwickelt und geliefert.

### Triebwagen
Triebwagen kamen auf den Strecken in Sachsen bis 1920 nur in begrenzten Umfang zum Einsatz. Der einzige reguläre und langfristige Einsatz fand mit Elektrotriebwagen auf der Schmalspurbahn Klingenthal–Sachsenberg-Georgenthal statt. Auf der Regelspur wurden Versuche mit Dampftriebwagen, Akkutriebwagen und Verbrennungsmotortriebwagen unternommen. Länger eingesetzt wurden drei Dampftriebwagen Bauart Thomas ab 1883. Zwei 1915 beschaffte dieselelektrische Triebwagen bewährten sich zwar im Einsatz, wurden jedoch nach dem Ersten Weltkrieg in die Schweiz verkauft.
Eine Übersicht über die einzelnen Lokomotivgattungen ist in der Liste der sächsischen Lokomotiven und Triebwagen zu finden.

## Wagen

### Reisezugwagen
Die Personenwagen der 1. bis 3. Klasse waren einheitlich braun gestrichen, die Wagen der 4. Klasse grau. Im Gegensatz zu vielen anderen Bahnen waren auch die Langträger und Pufferbohlen in Kastenfarbe lackiert.

### Güterwagen

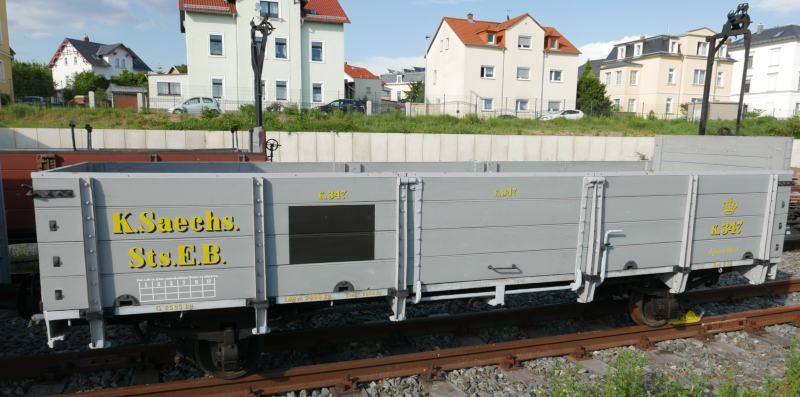
Erhaltener offener Güterwagen

Güterwagen waren grau gestrichen. Auch die Seiten der Langträger und die Pufferbohlen trugen diese Farbe. Als Eigentumsmerkmal wurde die Aufschrift „K.Sächs.Sts.E.B.“ auf den Seitenwänden angebracht. Die Anschriften waren in gelb mit schwarzem Schatten ausgeführt. Ab 1909 wurden die Wagen aufgrund der Gründung des Deutschen Staatsbahnwagenverbandes im preußischen rotbraun lackiert und bekamen weiße Beschriftungen. Eilgutwagen für Personenverkehr waren grün mit gelber Schrift.
Neben eigenen Entwicklungen wurden auch Konstruktionen preußischer Güterwagen mit wenigen Veränderungen übernommen. Nach der Gründung des Deutschen Staatswagenverbandes im Jahr 1909 wurden die vereinheitlichten Verbandsgüterwagen beschafft, die durch insgesamt 11 Musterblätter definiert wurden. Eine tabellarische Übersicht dazu findet sich im Kapitel über Normalien.

## Straßenbahnen
Ab 1891 planten private Investoren mehrere Überlandstraßenbahnen, die von Dresden ausgehend in die Umlandgemeinden führen sollten. Der sächsische Staat verweigerte jedoch zumeist die entsprechenden Konzessionen, da er eine Konkurrenzsituation zu den bereits bestehenden parallel verlaufenden Eisenbahnstrecken fürchtete. Da die Eisenbahn jedoch das steigende Verkehrsaufkommen nicht bewältigen konnte, begann der Staat schließlich kurz vor 1900 mit dem Bau eigener Straßenbahnstrecken. Erste Strecke dieser Art war die im Jahr 1899 eröffnete Lößnitzbahn von Mickten nach Kötzschenbroda. Später kamen dann noch Strecken nach Hainsberg (1902), nach Klotzsche (1906), nach Weißig (1908) und nach Cossebaude (1911) hinzu.
Verwaltet wurden die staatlichen Straßenbahnstrecken von den Königlich Sächsischen Staatseisenbahnen. Den Betrieb der Strecken führten die beiden Gesellschaften Deutsche Straßenbahngesellschaft in Dresden und Dresdner Straßenbahn AG auf Rechnung der Staatsbahn aus.
Als die Sächsischen Staatseisenbahnen im Jahr 1920 in der Deutschen Reichsbahn aufgingen, verblieben die staatlichen Straßenbahnstrecken im Besitz des nunmehrigen Freistaats Sachsen. Am 1. April 1926 gingen sie in den Besitz der Dresdner Überland-Verkehr GmbH über, die ihrerseits 1941 in der Dresdner Straßenbahn AG aufging.

## Kraftomnibuslinien

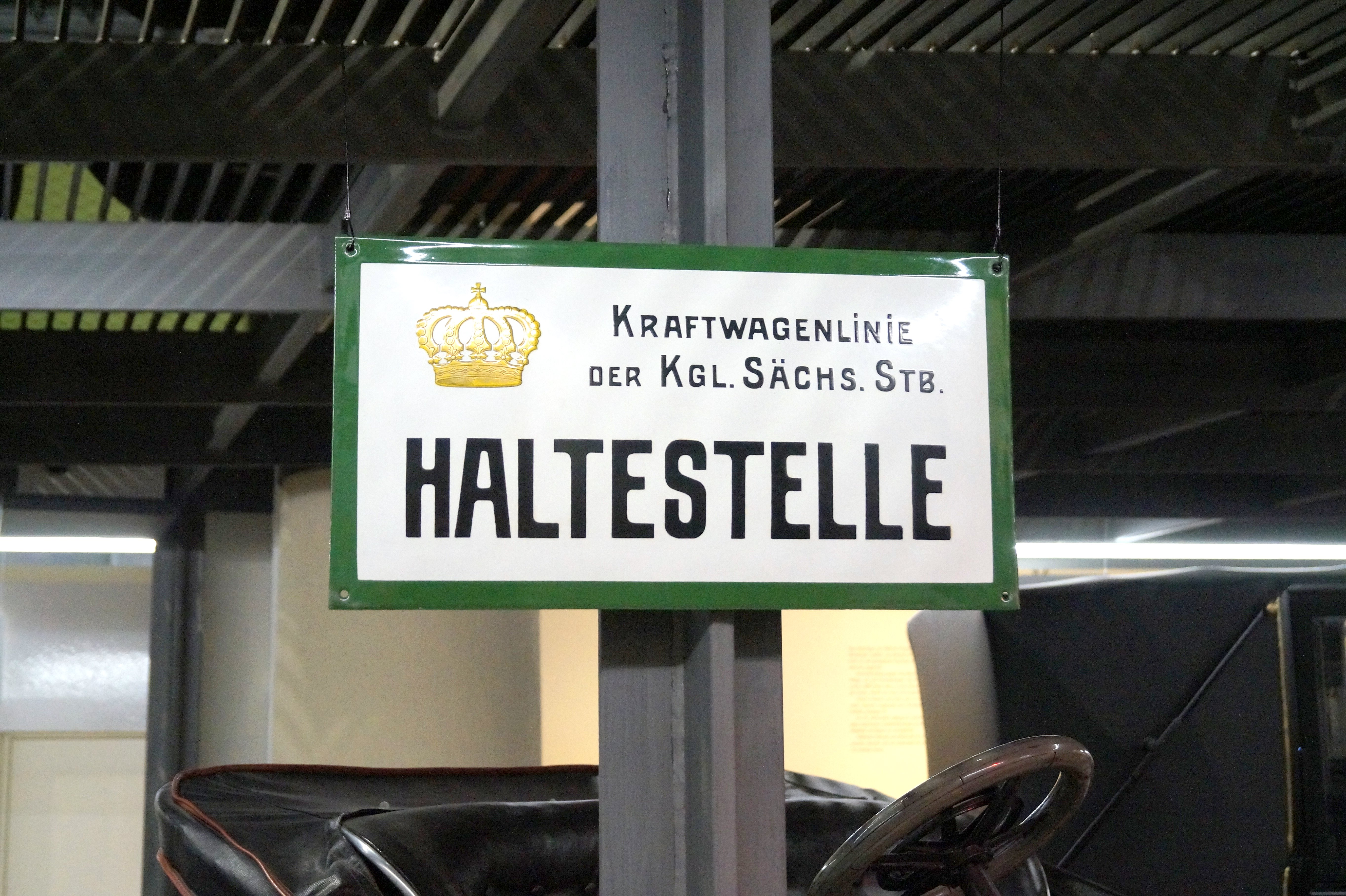
Abweichend vom Eisenbahnbetrieb nutzte die staatliche Kraftwagenverwaltung das Kürzel Kgl.Sächs.Stb. für ihre Fahrzeuge und Haltestellenbeschilderungen.

1913 richteten die Königlich Sächsischen Staatseisenbahnen ihre ersten Kraftomnibuslinien ein. Bedient wurden insbesondere wichtige Querverbindungen zwischen den Bahnstrecken, so zwischen Wolkenstein und Olbernhau oder Rodewisch und Johanngeorgenstadt. Darüber hinaus wurden auch Strecken befahren, wo bereits ein Eisenbahnbau vorgesehen, aber noch nicht bewilligt worden war.
Die von den Linien bedienten Gemeinden mussten die zum Betrieb nötigen Wagenhallen und Werkstatträume zur Verfügung stellen und auf Entschädigung für die Benutzung ihrer Wege verzichten. Darüber hinaus mussten sie für die nötigen Abschreibungen der Wagen aufkommen, sofern sie nicht durch Fahrgeldeinnahmen gedeckt waren. Im Juli 1914 waren 254 Kilometer staatliche Kraftwagenlinien in Betrieb, weitere 500 Kilometer waren in Vorbereitung. Die Fahrpreise betrugen fünf Pfennig pro Kilometer.
Nach der Gründung der Deutschen Reichsbahn im Jahr 1920 wurden die Linien von der staatlichen Kraftverkehrsgesellschaft Freistaat Sachsen A.G. (KVG Sachsen) übernommen.